# Tosh Van der Sande
Tosh Van der Sande (* 28. November 1990 in Wilrijk, Antwerpen) ist ein belgischer Radrennfahrer.

## Sportliche Laufbahn
Van der Sande war bereits in Jugendjahren mehrfacher belgischer Meister auf der Bahn und wurde 2008 Junioren-Weltmeister im Punktefahren. Zudem gewann er bei denselben Weltmeisterschaften gemeinsam mit Gijs Van Hoecke die Silbermedaille im Madison. 2010 wurde er mit  Jochen Deweer im Zweier-Mannschaftsfahren Vize-Europameister der U23.
Ab 2011 fuhr Van der Sande für das Team Omega Pharma-Lotto-Davo, den Nachwuchsrennstall des Team Omega Pharma-Lotto. Gleich in seiner ersten Saison für das Team konnte er auf der Straße die U23-Austragung von Lüttich–Bastogne–Lüttich sowie zwei Etappen des Triptyque des Monts et Châteaux gewinnen. 2012 wechselte er zu Lotto Soudal. 2016 gewann er eine Etappe der Tour de l’Ain.
Im Dezember 2018 wurde Van der Sande von seinem Team Lotto Soudal suspendiert, nachdem er beim Sechstagerennen von Gent positiv getestet worden war. Das Team beharrte auf der Suspendierung, obwohl die in seinem Nasenspray enthaltene Substanz zugelassen ist. Das Team erklärte, man wolle das Resultat einer Untersuchung durch den Weltradsportverband UCI abwarten. Im Januar 2019 wurde Van der Sande durch die UCI mitgeteilt, dass das Dopingverfahren gegen ihn eingestellt wurde. Der Gewinn der letzten Etappe der Belgien-Rundfahrt 2019 war der zweite Erfolg als Rad-Profi.
Nach zehn Jahren bei Lotto-Soudal mit insgesamt zehn Teilnahmen an einer Grand Tour verließ Van der Sande zur Saison 2022 das Team und wurde Mitglied im Team Jumbo-Visma.

## Erfolge

### Bahn
2006
- Belgischer Meister – Punktefahren (Jugend)
- Belgischer Meister – Scratch (Jugend)

2007
- Belgischer Meister – Punktefahren (Junioren)
- Belgischer Meister – Scratch (Junioren)

2008
- Belgischer Meister – Mannschaftsverfolgung (Junioren) (mit Alphonse Vermote, Simon Verhamme und Thomas Sprengers)
- Belgischer Meister – Scratch (Junioren)
- Belgischer Meister – Punktefahren (Junioren)
- Belgischer Meister – Madison (Junioren) (mit Simon Verhamme)
- Weltmeister – Punktefahren (Junioren)
- Weltmeisterschaft – Madison (Junioren) (mit Gijs Van Hoecke)

2010
- U23-Europameisterschaft – Madison mit Jochen Deweer

### Straße
2011
- Lüttich–Bastogne–Lüttich Espoirs
- zwei Etappen Triptyque des Monts et Châteaux

2016
- eine Etappe Tour de l’Ain

2019
- eine Etappe Tour de Wallonie

## Grand-Tour-Platzierungen
| Grand Tour            | 2013 | 2014 | 2015 | 2016 | 2017 | 2018 | 2019 | 2020 | 2021 | 2022 | 2023 | 2024 |
| --------------------- | ---- | ---- | ---- | ---- | ---- | ---- | ---- | ---- | ---- | ---- | ---- | ---- |
| Giro d’ItaliaGiro     | –    | 93   | –    | –    | –    | DNF  | 64   | –    | –    | –    | –    | –    |
| Tour de FranceTour    | –    | –    | –    | 109  | –    | –    | –    | –    | DNF  | –    | –    | –    |
| Vuelta a EspañaVuelta | 127  | –    | 49   | –    | –    | 114  | 65   | 96   | –    | –    | –    | –    |